# Eva Zeller
Pour les articles homonymes, voir Zeller.
Eva Zeller, née le 25 janvier 1923 à Eberswalde (Province de Brandebourg) et morte le 5 septembre 2022, est une poétesse et romancière allemande.

## Biographie
Eva Zeller a vécu dans l'ancienne Allemagne de l'Est jusqu'en 1956, puis a vécu pendant six ans en Namibie avant de revenir en Allemagne.
Zeller est également créditée comme l'un des auteurs du texte sur l'album de musique expérimentale de 1970, Klopfzeichen, du trio berlinois Kluster.

## Récompenses et distinctions
- 1994 : Nikolaus-Lenau-Preis
- Membre de l'Académie des sciences et des lettres de Mayence
- Membre de l'Académie allemande pour la langue et la littérature